# Nicola Kuhrt
Nicola Kuhrt (* 24. November 1974 in Haan, Rheinland) ist eine deutsche Journalistin. Sie ist Co-Gründerin von MedWatch.de und leitet die Redaktion Research von Table Media in Berlin.

## Werdegang
Nicola Kuhrt besuchte das Gymnasium Vogelsang in Solingen. Nach dem Abitur 1994 studierte sie Germanistik, Soziologie und Neue Literaturgeschichte in Wuppertal. Sie volontierte bei der Westdeutschen Zeitung (WZ) in Düsseldorf, baute das Wissenschaftsressort der WZ auf und schrieb für die Süddeutsche Zeitung, Die Welt, Kölner Stadtanzeiger und die Financial Times Deutschland. Ab 2008 schrieb sie für die Frankfurter Allgemeine Sonntagszeitung und Die Zeit über gesundheitspolitische Themen, neue Arzneimittel und klinische Studien. Ab Januar 2012 arbeitete sie als Redakteurin bei SPIEGEL ONLINE (Ressort Wissenschaft), von April 2012 bis August 2014 war sie stellvertretende Ressortleiterin. Von Oktober 2015 bis März 2017 war sie Chefredakteurin der Deutschen Apotheker Zeitung online, wollte sich dann aber „neuen Herausforderungen stellen“.
Nicola Kuhrt ist Gründungsmitglied des Projekts „Medien-Doktor“, das seit 2010 mehrmals pro Woche medizinjournalistische Beiträge in Print-, TV-, Hörfunk- und Online-Medien nach definierten Kriterien bewertet. Intention ist es, dass Leser ein vollständiges Bild über eine medizinische Therapie, eine Behandlungsart, ein medizinisches Produkt oder einen diagnostischen Test erhalten sollen.
2012 gründete sie mit den Spiegel-Datenjournalisten Maximilian Schäfer und Kurt Jansson, sowie Knight-Mozilla OpenNews Fellow Friedrich Lindenberg den Blog „Datenlese“, der Zusammenhänge zwischen Wissenschaft und Politik schaffen soll.
Zusammen mit Peter Wensierski veröffentlichte sie im Mai 2013 im Spiegel die Recherche „Günstige Teststrecke“, in der die heimlichen Geschäfte westlicher Pharmakonzerne in der DDR enthüllt wurden. Der Artikel führte zu einer aktuellen Stunde im Bundestag, Gesundheitsminister Daniel Bahr (FDP) stoppte daraufhin die Vernichtung von Krankenakten in allen betroffenen Ostkliniken. Ein Team um Historiker Volker Hess am Institut für Medizingeschichte der Berliner Charité untersucht seitdem die Tests an mehr als 50.000 Patienten in mehr als 50 DDR-Kliniken. Die Einrichtung einer Patientenberatung ist geplant.
2017 gründete sie mit ihrem Journalistenkollegen Hinnerk Feldwisch-Drentrup das Online-Magazin MedWatch, welches sich kritisch mit pseudomedizinischen Themen und unseriösen Heilsversprechen auseinandersetzt. Per Crowdfunding begannen die Journalisten, das Projekt zu einem unabhängigen digitalen Magazin auszubauen. Seit März 2021 führt Nicola Kuhrt das Magazin allein weiter, im Redaktionsteam sind rund 15 freie Journalistinnen und Journalisten. Im Mai 2024 übergab Nicola Kuhrt die Leitung von MedWatch an die Journalistin Sigrid März und Martin Rückert. Sie wollen das Projekt als Redaktionsbüro weiterführen.
Seit 2015 ist Nicola Kuhrt Vorsitzende der Jury des Memento Journalistenpreises, der von Ärzte ohne Grenzen, Brot für die Welt, der BUKO Pharma-Kampagne und der Deutsche Lepra- und Tuberkulosehilfe vergeben wird. Seit März 2015 ist Nicola Kuhrt Mitglied des Vorstands der Wissenschafts-Pressekonferenz, seit dem 26. Oktober 2023 ist sie Vorstandsvorsitzende des Verbands der Wissenschaftsjournalisten.
Seit Herbst 2022 arbeitet Nicola Kuhrt als Redaktionsleiterin bei Table Media.

## Preise und Auszeichnungen
- 2008: Heureka-Preis für den Artikel „Schuss ins Auge“ (DIE ZEIT)[15]
- 2008/2009: Peter Hans Hofschneider-Recherchepreis für Wissenschafts- und Medizinjournalismus[16]
- 2010: Best Cancer Reporter Award der European School of Oncology[17]
- 2011: Grimme-Online-Award-Nominierung für den Medien-Doktor[18]
- 2013: Wissenschaftsjournalist des Jahres, 1. Platz (Medium Magazin)[19]
- 2015: Wissenschaftsjournalist des Jahres, 2. Platz (Medium Magazin)[20]
- 2018: #Netzwende-Award für MedWatch[21]
- 2019: Carl Sagan-Preis für MedWatch[22]
- 2020: Bundespreis Verbraucherschutz der Deutschen Stiftung Verbraucherschutz[23]
- 2023: Wissenschaftsjournalist des Jahres, 5. Platz (Medium Magazin)[24]

## Werke
- Warum kriegt der Specht kein Kopfweh? Geheimnisse des Alltags und ihre verblüffenden Erklärungen. Dumont Verlag, 2010, ISBN 978-3-8321-6118-7.
- mit Jan Oude-Aost und Cornelia Betsch: Fakten-Check Impfen, Gräfe und Unzer, München 2021, ISBN 978-3-8338-7772-8.